# ラミン
ラミン(Lamin)は、細胞核内で構造の維持と転写の調節を行う繊維状タンパク質である。TypeⅤの中間径フィラメントである。ラミンは膜タンパク質とともに核膜の内側に核ラミナを形成する。核ラミナは核孔の位置の調整を行う他、体細胞分裂の際の核膜の分解や再構成に関与する。

## 3つの型
動物細胞では、長さと等電点が異なるA型とB型が存在する。ヒトの細胞では3つの異なった調節遺伝子を持つ。
- B型ラミンは、全ての細胞に存在する。B1は5q23にあるLMNB1遺伝子、B2は19q13にあるLMNB2遺伝子が発現する。
- A型ラミンは、原腸陥入の後にのみ発現する。ラミンAとラミンCは最も普通のA型ラミンで、1q21にあるLMNA遺伝子のスプライス変異である。
- C型ラミンは、組織特異的な発現をする。

## 機能と構造
ラミンは、核ラミナを構成しているとともに、膜として核質全体に分布している。
ラミンと細胞骨格の中間径フィラメントを比べると、ラミンはコイル1bに42残基多い。C末端ドメインには核局在化シグナル、Ig型ドメインが含まれ、多くの場合にはイソプレニル化、カルボキシメチル化されたCaaXボックスも含まれる（ラミンCはCaaXボックスを持たない）。ラミンAはさらに最後の15残基とファルネシル化システインが除去されるという修飾を受ける。
ラミンAとラミンCは、頭-尾結合でホモダイマーを形成している。
体細胞分裂の際には、ラミンと核膜の解離を促進する有糸分裂促進因子によって、ラミンはリン酸化される。染色体分離の後、ラミンは脱リン酸化されて核膜と再結合する。